# Стайлз Стілінські
Мечислав «Стайлз» Стілінський — головний герой серіалу «Вовченя». Він є сином Ноя та Клавдії Стілінські, найкращим другом Скотта Макколла. Його близька дружба та братерство зі Скоттом призвели до того, що він став першою людиною у своєму житті, яка дізналася його таємницю, яка полягала в тому, що він, перетворився на Перевертня.

## Біографія
По ходу серіалу Стайлз став одержимий надприродним, хоча у нього не було справжнього бажання стати Перевертнем, і він допомагав Скотту вирішити всі надприродні проблеми, з якими він мав справу, у той час як вони також мали справу зі школою та романтичними стосунками. Завдяки своїм знанням закону та розслідуванням, оскільки він син поліцейського, Стайлз із великим задоволенням шукає підказки, які ведуть його до надприродних загроз, таких як Каніма, Зграя Альфа та Дарах.
У другій половині 3 сезону він був одержимий темним духом, відомим як Ногіцуне, який змусив його вчинити кілька злочинів, які призвели до поранень або вбивств десятків людей, що досі викликає у Стайлза величезну провину. Коли Ногіцуне було переможено, Стайлз знову звернув увагу на розслідування, щоб відволіктися від цього, і почав вивчати надприродний список убитих, відомий як Дедпул, який привернув його увагу, коли він також шукав біологічну матір його товаришки по зграї, Малії Тейт, яка є вбивцею, відомою лише як Пустельна Вовчиця.
У 5 сезоні стосунки між зграєю почали руйнуватися через стрес, пов’язаний з боротьбою зі Страшними лікарями, що призвело до того, що Стайлз віддалився від Скотта, Малії та Лідії. Однак, дізнавшись про відродження жахливої істоти, відомої як La Bête du Gévaudan, Стайлз помирився зі Скоттом і відновив співпрацю зі своїм найкращим другом, щоб знову возз’єднати їхню улюблену зграю.
Після возз’єднання зграї Стайлз зіграв велику роль у розгромі Звіра, Тео та Пустельного Вовка, що допомогло Стайлзу зцілитися від почуття провини за випадкове вбивство Донована Донаті з метою самозахисту на початку сезону. Згодом батько повідомив йому, що ці дії були чудовим першим кроком у його кар’єрі в правоохоронних органах, натякнувши, що Стайлз піде до школи для цього, припущення, яке виявилося правдою, коли його прийняли до університету Джорджа Вашингтона у Вашингтоні. D.C. для попередньої програми ФБР. Невдовзі його прийняли на стажування у ФБР, де йому за іронією долі доручили розслідувати «серійного вбивцю», яким, як виявилося, виявився його соратник по рідному місту Дерек Гейл, якого звинуватили у вбивствах дюжини перевертнів у Бразилії, що знову привів їх обох назад до Бікон-Хіллз для останньої битви між надприродною спільнотою, включаючи зграю Макколлів, і населенням міста, більшістю яка приєдналася до армії мисливців Джерарда Арджента та Тамори Монро.

## Особистість
Стайлз –  тривожний, гіперактивний і допитливий. Він "книжковий хробак", який чудово вміє збирати підказки та розгадувати таємниці, як-от той факт, що Скотт став Перевертнем, особу першого майстра Каніми та той факт, що темний друїд стоїть за людськими жертвами, які відбуваються в Бікон Хіллз. Відтоді, як він дізнався про надприродний світ, соціальна та загальна тривога Стайлза лише посилилася, особливо після смерті його хорошої подруги Еллісон Арджент, оскільки він боїться мати справу з втратою ще когось із своїх друзів чи родини.
Через цю тривогу Стайлз може бути настільки приголомшеним травмою, що він як фізично, так і вербально накидається на оточуючих, незалежно від того, чи є вони друзями чи ворогами, про що свідчить те, що Стайлз атакує Скотта після того, як на його батька, Ноя, напала Химера.
Незважаючи на занепокоєння Стайлза та його все більш агресивну реакцію на погані новини, Стайлз є дуже відданою людиною, яка зробить усе, щоб захистити своїх близьких, навіть якщо для цього доведеться віддати своє життя. Це лише посилилося з тих пір, як він був одержимий Ногіцуне, тому що задоволення, яке він отримав від того, що був могутнім і контролюючим, змусили його лякатися і соромитися своєї темної природи, штовхаючи його робити добро, щоб компенсувати це і забезпечити щоб ніхто інший не постраждав через його дії, навіть якщо це означає, що він повинен померти, щоб це сталося. Стайлз повільно довіряє людям, але як тільки він зближається з ними і людина завойовує його довіру, він стає дуже близьким до них і робитиме все можливе, щоб захистити їх і забезпечити їх безпеку, про що свідчать його стосунки з Дереком Хейлом, Кірою Юкімурою та Ліамом Данбаром; він підозрював їх та їхні мотиви, коли вперше зустрів їх, але з часом, коли вони довели, що вони хороші люди, які поділяли місію Зграї МакКолл — захищати невинних від надприродних загроз, він прийняв їх як своїх близьких і хотів будь-що, щоб допомогти їм, так само, як він зробив би зі своїм батьком чи Скоттом, двома людьми, яких він любить найбільше. Стайлз, як і його батько, любить головоломки та діє як провідний розслідувач McCall Pack, щоб отримати інформацію та докази щодо загроз, з якими вони стикаються. З цієї причини інтелект Стайлза є його найбільшою силою в зграї. Незважаючи на все, через що пройшов Стайлз, він досі не виявляє явних ознак бажання стати Перевертнем, воліючи зберегти свою людяність і використовувати свої ненадприродні дари, щоб допомогти зграї захистити своє рідне місто.

## Зовнішність
Стайлз — це привабливий, стрункий молодий чоловік середнього зросту з блідою шкірою, каштановим волоссям і медово-карими очима. Його вирізняє наявність родимок на обличчі, шиї та тілі, а волосся зазвичай укладене в недбалому стилі за допомогою гелю. Його стиль одягу тяжіє до зручних і повсякденних речей, таких як худі, картаті сорочки на ґудзиках, футболки в бейсбольному стилі, вузькі джинси та кеди Vans або Converse. Проте його також можна побачити в спортивному одязі під час тренувань з лакросу та кросу, наприклад, у футболках Under Armour, спортивних штанах і кросівках.

## Навички
1. Надприродний детектив. Незважаючи на те, що Стайлз є звичайною людиною, його інтелектуальні здібності та навички детектива неодноразово допомагали йому та зграї в їхньому житті в світі надприродного.
2. Фізична підготовка. Хоча Стайлз іноді буває незграбним, він демонструє відмінні фізичні навички. Його атлетизм проявлявся під час битв, коли він використовував адреналін для посилення своїх ударів. Стайлз також виявив стійкість, виживаючи та швидко відновлюючись після травм, завданих перевертнями, професійними мисливцями, і навіть ураження електричним струмом, коли був під впливом Ногіцуне.
3. Знання в сфері розслідувань та правоохоронної діяльності. Як син шерифа округу Бікон, Стайлз добре обізнаний у законах Каліфорнії, поліцейських процедурах та кодах. Він має поліцейську рацію у своїй машині, щоб бути в курсі подій у місті.
4. Міфологічні знання.Протягом часу, проведеного у світі надприродного, Стайлз активно досліджував міфологію, фольклор і надприродне. Завдяки цьому він має ґрунтовні знання про здібності та історію різних надприродних істот. 
5. Високий інтелект. Стайлз — відмінник, один із найрозумніших у зграї. Його аналітичні здібності та інтуїція часто допомагають розплутувати надприродні загадки. 
6. Технічні знання. Стайлз демонструє високий рівень розуміння технологій: копіював ключ-карти за допомогою RFID-емулятора; під'єднував камери спостереження до ноутбуків; використовував смарт-годинник як приховану камеру; зламав паролі свого батька до комп’ютера, хоча як саме — невідомо.

## Цікаві факти
1. Стайлз грає в команді з лакросу Beacon Hills старшої школи, Beacon Hills Cyclones, під номером 24.
2. Як і його актор Ділан О'Браєн, Стайлз є фанатом бейсбольної команди «Нью-Йорк Метс».
3. Стайлз був першим із головних героїв, яких прийняли в Будинок Айхен, за винятком Малії Тейт, яка не була головною героїнею у той час, коли виявилося, що вона була там пацієнткою.
4. Емоційна травма, спричинена тим, що він став свідком смерті своєї матері, була для Стайлза постійною проблемою протягом усього серіалу.
5. Стайлз успадкував свій джип від своєї матері Клавдії, оскільки вона хотіла, щоб він мав його, коли він буде достатньо дорослим, щоб їздити на ньому після її смерті.
6. Стайлз убив друге місце за кількістю людей, ніж будь-хто інший у Зграї Макколлів, хоча майже всі вони були або через самозахист під час бою, або коли він був одержимий Ногіцуне. Єдиним винятком з цього був Анук-іт.
7. Використання Стайлзом бейсбольної біти як зброї під час надприродних битв стало жартом протягом усього серіалу, хоча перша біта, яку він використав, спочатку належала Скотту та Мелісі Макколл. Коли бита була знищеною після того, як він розбив нею об’єднану форму Ейдена та Ітана, він замінив її алюмінієвою бейсбольною битою.